# Гура-Вітіоарей (комуна)
Гура-Вітіоарей (рум. Gura Vitioarei) — комуна у повіті Прахова в Румунії. До складу комуни входять такі села (дані про населення за 2002 рік):
- Бугя-де-Жос (1046 осіб)
- Гура-Вітіоарей (2050 осіб)
- Пояна-Копечень (1057 осіб)
- Феджету (981 особа)
- Фундень (927 осіб)

Комуна розташована на відстані 79 км на північ від Бухареста, 23 км на північ від Плоєшті, 65 км на південний схід від Брашова.

## Населення
За даними перепису населення 2002 року у комуні проживала 6061 особа.
Національний склад населення комуни:
| Національність | Кількість осіб | Відсоток |
| -------------- | -------------- | -------- |
| румуни         | 6022           | 99,4%    |
| цигани         | 38             | 0,6%     |
| італійці       | 1              | < 0,1%   |

Рідною мовою назвали:
| Мова       | Кількість осіб | Відсоток |
| ---------- | -------------- | -------- |
| румунська  | 6023           | 99,4%    |
| циганська  | 37             | 0,6%     |
| італійська | 1              | < 0,1%   |

Склад населення комуни за віросповіданням:
| Релігія            | Кількість осіб | Відсоток |
| ------------------ | -------------- | -------- |
| православні        | 5910           | 97,5%    |
| бретрени           | 84             | 1,4%     |
| адвентисти         | 22             | 0,4%     |
| баптисти           | 21             | 0,3%     |
| лютерани           | 9              | 0,1%     |
| п'ятдесятники      | 7              | 0,1%     |
| римо-католики      | 2              | < 0,1%   |
| мусульмани         | 1              | < 0,1%   |
| не вказали релігію | 1              | < 0,1%   |